# Gräsberg
Gräsberg är en by i Ludvika kommun, Dalarnas län. Samhället sträcker sig längs riksväg 50 och länsväg W 639, cirka nio kilometer norr om Ludvika. Gräsberg är sedan gammalt känd som fyndort för bergkristall. Från 2015 till 2023 avgränsade SCB här en småort, från att tidigare och efter ingått i tätorten Persbo. En mindre obebodd del av småorten sträcker sig in i Smedjebackens kommun.

## Historik

### Byn

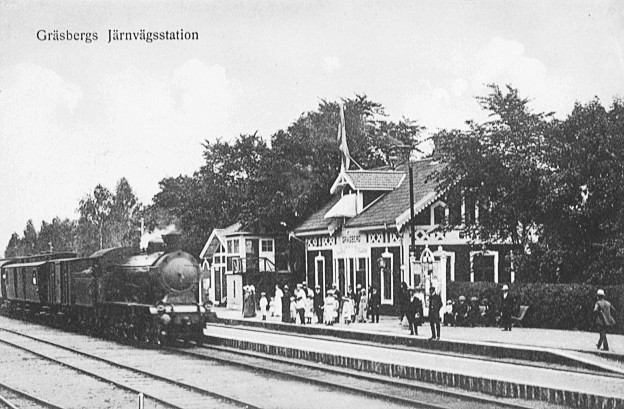
Gräsbergs järnvägsstation 1920.

Gräsberg är ett gruv- och järnvägssamhälle. I gruvsammanhang nämns orten första gången år 1624 som ”Gräsbergsgruva, som ligger vid ett bergsmanshemman, kallad Persbo, där god malm bryts”. I mitten av 1700-talet fanns 14 utmål i området. Malmen transporterades för vidareförädling till bland annat Flatenbergs hytta. Efter 1783 har fältet brutits utan uppehåll ända fram till nedläggningen 1907–1909. Många gruvarbetare bodde kvar i Gräsberg och arbetade sannolikt i de närliggande gruvorna (Håksberg, Ickorrbotten, Källbotten m.fl.), där malmen från Håksbergsfältet bröts.
I december 1875 öppnade trafiken för Bergslagernas Järnvägar på sträckan Falun – Ludvika och Gräsberg fick en egen station. I och med järnvägen utökades bebyggelsen. I början av 1900-talet fanns det flera affärer, post och skola. Orten hade även ett bryggeri (Gräsbergs bryggeri) och en snickeriverkstad (Gräsbergs snickeri), som bland annat tillverkade kyrkbänkarna i Ludvika Ulrika kyrka. Idag finns ett 70-tal hushåll i Gräsberg.

### Dan Andersson

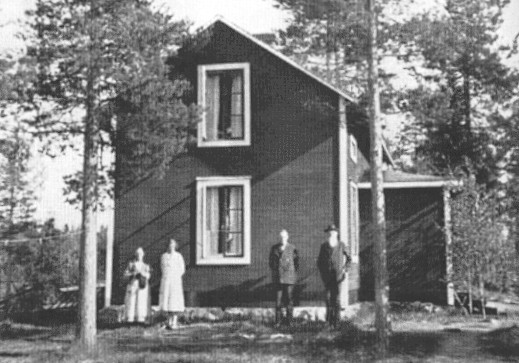
Anderssons stuga i Gräsberg. Från vänster: modern Augusta, systern Anna, brodern Simon och fadern Adolf.

Gräsberg var även under en kortare tid hemvist för skalden Dan Andersson, som bodde här mellan 1915 och 1918. Sommaren 1915 hjälpte han sin far, Adolf Andersson (1854-1931) att bygga en stuga i byn. Det lilla huset blev familjens hem efter Luossastugan. Till sig själv gjorde han i ordning en kammare på vinden, där han skrev, mest nattetid. Här skapade  han flera av novellerna som ingick i ”Det kallas vidskepelse” samt vissa av dikterna i ”Svarta Ballader”. År 1918 återvände han till Gräsberg för att gifta sig den 19 juni 1918 med sin fästmö, Olga Turesson.